# Place-Vendôme
Place-Vendôme è il 4º quartiere amministrativo di Parigi, situato nel I arrondissement. Il quartiere deve il suo nome a Place Vendôme.
In francese la voce ha un diverso significato a seconda della grafia:
- place Vendôme indica la piazza;
- Place Vendôme indica per metonimia il Ministero della giustizia;
- Place-Vendôme indica il quartiere.

## Storia
Il quartiere fu creato con il decreto imperiale del 1º novembre 1859, nel quale viene così definito:

## Demografia
Evoluzione della popolazione del quartiere:
| Anno (del censimento) | Popolazione | Densità (ab. per km²) | Crescita dall'ultimo censimento |
| --------------------- | ----------- | --------------------- | ------------------------------- |
| 1860                  | 15 123      |                       |                                 |
| 1954                  | 7 420       | 27 481                |                                 |
| 1962                  | 6 661       | 24 670                |                                 |
| 1968                  | 5 923       | 21 937                |                                 |
| 1975                  | 4 214       | 15 811                |                                 |
| 1982                  | 3 252       | 12 044                |                                 |
| 1990                  | 3 116       | 11 541                | -4,2 %                          |
| 1999                  | 3 044       | 11 274                | -2,3 %                          |